# Sandra Krege
Sandra Krege (* 31. August 1987) ist eine deutsche Schachspielerin. 2005 gewann sie die Deutsche Schachmeisterschaft der Frauen.

## Jugendturniere

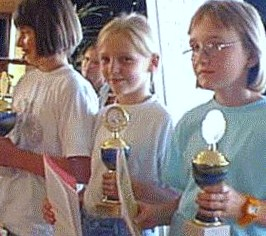
Die ersten Drei der U11 in Oberhof 1998:
Friederike Wolk, Sandra Krege, Maria Schöne

Sandra Krege wurde 1998 bei den Deutschen Jugendmeisterschaften U11 Vizemeisterin der Mädchen, hinter Friederike Wolk und vor Maria Schöne. Ein Jahr später spielte sie bei der Jugendweltmeisterschaft 1999 in der Altersklasse U12 weiblich in Oropesa del Mar, die Nana Dsagnidse gewann.
1999 folgte in Dresden ein Länderkampf der Mädchen U14 zwischen England und Deutschland. Im Jahr 2000 spielte sie bei einem Ländervergleichskampf in London, der mit 2 Vierermannschaften ausgetragen wurde: U14 weiblich (Franziska Beltz, Sarah Brethauer, Sandra Krege, Maria Schöne) und U12 weiblich (Judith Fuchs, Annett Hofmann, Melanie Ohme, Anne Reiske).
Bei der Mädchenweltmeisterschaft U14, 2000 in Oropesa del Mar erzielte sie 6,5 aus 11. 2001 bei der Deutschen Jugendmeisterschaft der Mädchen U14 in Willingen wurde sie Zweite hinter Maria Schöne. In der Altersklasse U16 weiblich der Deutschen Jugendmeisterschaft 2002 in Winterberg, die Maria Schöne gewann, belegte sie den 6. Platz. Ebenfalls Sechste wurde sie 2003 in derselben Altersklasse in Willingen, Helene Romakin war Erste. 2004 spielte sie bei der Deutschen Jugendmeisterschaft der Mädchen U18 in Willingen und gelangte wieder auf den 6. Platz, Stefanie Schulz gewann die Meisterschaft.

## Open und Frauenturniere
Ihr erstes Open spielte sie 1998 in Kassel und holte 2,5 Punkte aus 7 Partien, Bernd Rechel gewann vor Lev Gutman und Viesturs Meijers. 2003 trat sie für Sachsen-Anhalt bei der Deutschen Frauen-Mannschaftsmeisterschaft der Landesverbände in Naumburg (Saale) an.
2004 gewann sie die 17. offene Deutsche Einzelmeisterschaft der Frauen in Osterburg vor Tatiana Melamed.
2005 wurde sie Erste bei der Deutschen Frauen-Einzelmeisterschaft in Bad Königshofen vor Ljubow Kopylowa.

### Schachbundesliga der Frauen
Sandra Krege spielte in der 1. Deutschen Schachbundesliga der Frauen in der Saison 2001/02 und von der Saison 2004/05 bis zur Saison 2007/08 als Gastspielerin für den USV Halle (ab 2006 USV Volksbank Halle), mit dem sie 2007 die deutsche Mannschaftsmeisterschaft der Frauen gewann.